# 阿奇湖
45°9′34″N 35°25′3″E / 45.15944°N 35.41750°E

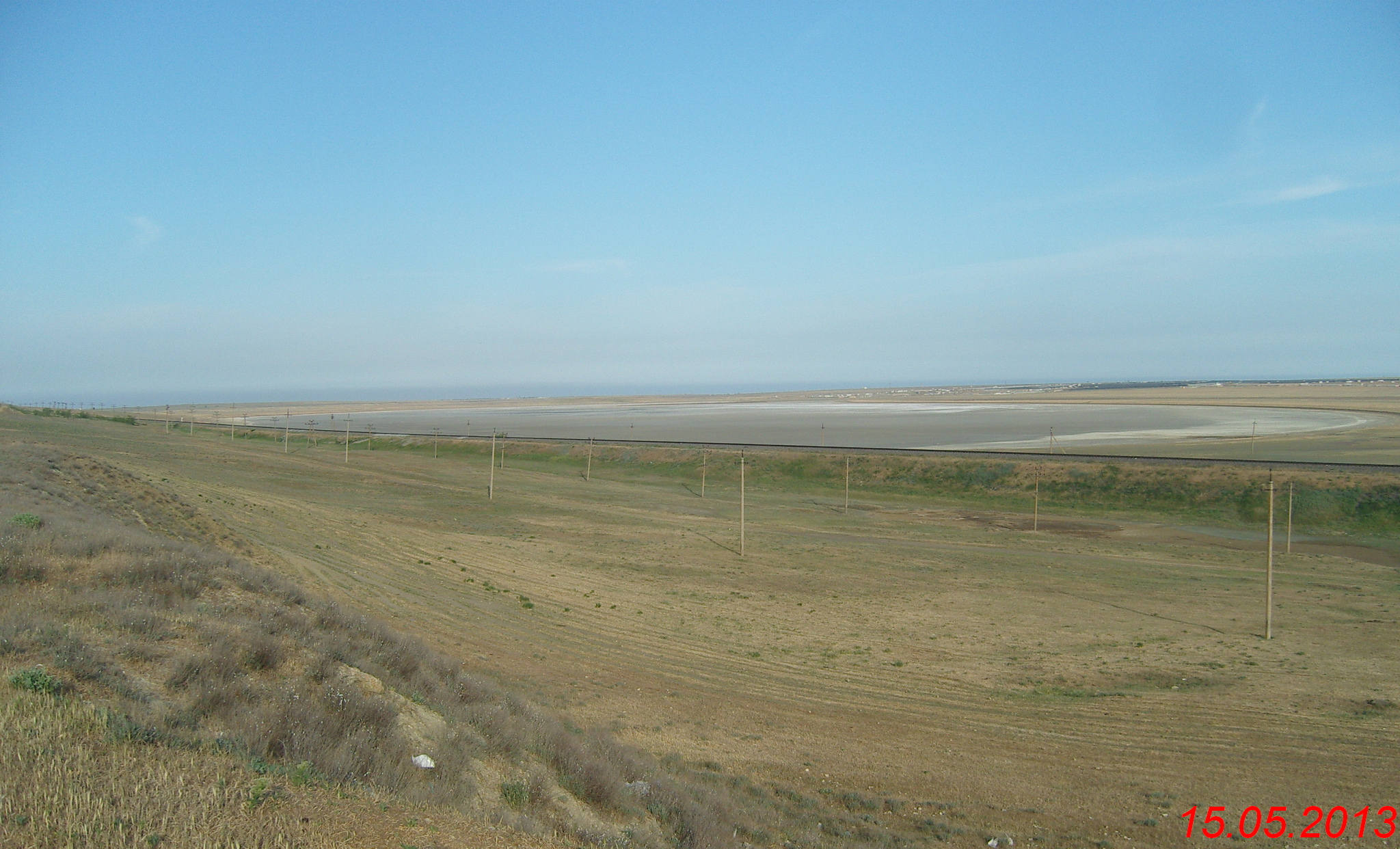

阿奇湖（俄语：Ачи），是俄羅斯的湖泊，位於該國西南部，由克里米亞負責管轄，長2.9公里、寬1.1公里，面積2.22平方公里，集水區面積2平方公里，湖岸線長度7.5公里，平均水深0.6米。